# USS Blue Ridge (AGC-2)
USS Blue Ridge (AGC-2) – amerykański okręt dowodzenia siłami desantowymi typu Appalachian. Służył w US Navy w czasie II wojny światowej. Jego nazwa pochodzi od angielskiej nazwy najwyższego łańcucha górskiego południowych Appalachów. Okręt został odznaczony dwiema battle stars.
USS „Blue Ridge” został zbudowany w stoczni Federal Shipbuilding and Dry Dock Company w Kearny, New Jersey na podstawie kontraktu z Maritime Commission. Jednostka została zwodowana 7 marca 1943 roku, matką chrzestną była pani Arnott. Jednostkę przeniesiono do US Navy 15 marca 1943 roku. Bethlehem Steel Company z Brooklynu wyposażyła jednostkę w sprzęt potrzebny do dowodzenia siłami desantowymi. Okręt wcielono do służby 27 września 1943 roku.
Pełnił służbę na wodach Pacyfiku, brał udział w walkach na zachodniej Nowej Gwinei, podczas kampanii desantów amerykańskich na Filipiny (na przykład w lądowaniu w Zatoce Lingayen).
Po wojnie brał udział w operacji Crossroads.
14 marca 1947 roku został wycofany ze służby. Pozostawał w rezerwie do 1 stycznia 1960 roku. Później sprzedany na złom firmie Zidell Exploration Incorporated z Portland.